# Michel Corrette
Michel Corrette (10 de abril de 1707–21 de enero de 1795) fue un compositor y organista francés, también autor de varios libros sobre metodología musical.[cita requerida]

## Biografía
Corrette nació en Rouen, Normandía. Su padre, Gaspard Corrette, también fue organista y compositor. Corrette trabajó como organista en el Colegio Jesuita en París de 1730 a 1780. También se sabe que viajó a Inglaterra antes de 1773. En 1780 fue nombrado organista para el Duque de Angulema, 15 años después, murió en París a la edad de 87 años.

## Música
Corrette fue un compositor prolífico. Compuso ballets y divertimentos para montar en escena, incluyendo Arlequin, Armide, Le Judement de Midas, Les Âges, Nina y Persée. Compuso muchos conciertos, destacando los 25 concertos comiques. Además de estas obras y otros concertos para órgano; también compuso sonatas, canciones, música de cámara, piezas para clavecín, cantatas y otros oratorios.

## Enseñanzas
Aparte de tocar el órgano y componer música, Corrette organizó conciertos y enseñó música. Escribió cerca de veinte libros sobre metodología musical para varios instrumentos – violín, violonchelo, contrabajo, flauta, flautín, fagot, clavecín, arpa, mandolina, voz, entre otros – con títulos como L'Art de se perfectionner sur le violon (El arte de perfeccionarse en el violín), Le Parfait Maître à chanter (El perfecto maestro de canto) y L′école d′Orphée (La escuela de Orfeo), un tratado de violín que describe los estilos italiano y francés. Estas obras pedagógicas de Corrette son valiosas porque «dan una visión lúcida de interpretación contemporánea».